# Das Schweigen am Starnbergersee
Das Schweigen am Starnbergersee è un film muto del 1920 diretto da Rolf Raffé.

## Produzione
Il film fu prodotto dall'Indra-Film Rolf Raffé, una compagnia che produsse nei primi anni venti due pellicole dal taglio biografico che avevano come protagonisti uno Luigi II di Baviera, il secondo Elisabetta di Baviera. In entrambi i film, Sissi fu interpretata da Carla Nelsen.

## Distribuzione
Il film ha il numero di censura M.00611, 15 luglio 1921 (vietato ai minori).